# Tadeusz Banaszczyk
Tadeusz Banaszczyk (ur. 11 marca 1941, zm. 8 lutego 1998) – polski socjolog i filozof, profesor w Instytucie Socjologii Uniwersytetu Śląskiego, członek Polskiego Towarzystwa Socjologicznego, Polskiego Towarzystwa Filozoficznego, wieloletni sekretarz naukowy Komisji Filozofii i Socjologii Oddziału Polskiej Akademii Nauk w Katowicach.

## Życiorys
W latach 1962–1968 studiował na Uniwersytecie Jagiellońskim w Krakowie uzyskując dyplom magistra filozofii (1967) oraz magistra socjologii (1968). Swoją działalność zawodową i naukową rozpoczął w 1967 stażem asystenckim na Akademii Górniczo-Hutniczej w Krakowie w Zakładzie Filozofii. W 1969 podjął pracę w nowo powstającym Uniwersytecie Śląskim w Zakładzie Socjologii. Całe swoje późniejsze życie prywatne i zawodowe związał z Katowicami i tamtejszym uniwersytetem. Od samego początku pracy na Uniwersytecie Śląskim prowadził zajęcia dydaktyczne: wykłady i seminaria z zakresu historii myśli społeczno-filozoficznej oraz socjologicznej. Doktoryzował się w 1975, habilitował w 1991. 1 lipca 1995 otrzymał tytuł profesora nadzwyczajnego w Instytucie Socjologii, w Zakładzie Socjologii Ogólnej Uniwersytetu Śląskiego w Katowicach. 
Swoje zainteresowania naukowe koncentrował wokół problemów historii myśli społecznej i socjologicznej. Zajmował się podstawowymi kategoriami myślenia, poznania i działania człowieka, jak również wybranymi zagadnieniami ogólnej teorii socjologicznej. W swych badaniach skupiał się na dorobku francuskiej szkoły socjologicznej, zwłaszcza w zakresie pochodzenia kategorii myśli ludzkiej, idei kierowniczych ludzkości, czasu i przestrzeni. Opublikował szereg prac dotyczących m.in. arystotelesowskich studiów nad teorią społeczną, roli i znaczenia mass mediów w teorii polityki (na przykładzie działalności Charles’a de Gaulle'a), problemu czasu i przemijania, a nade wszystko dziedzictwa Emila Durkheima oraz stworzonej przezeń szkoły socjologicznej.

## Wydane książki
- T. Banaszczyk, Rola radia i telewizji w działalności politycznej generała Charlesa de Gaulle'a, Katowice, Uniwersytet Śląski, 1978.
- T. Banaszczyk, Czas jako kategoria społeczna, Wrocław, Ossolineum, 1981, ISBN 83-04-00930-7.
- T. Banaszczyk, Studia z arystotelesowskiej teorii społeczno-politycznej, Katowice, Uniwersytet Śląski, 1985, ISBN 83-226-0050-X.
- T. Banaszczyk, Studia o przedstawieniach zbiorowych czasu i przestrzeni w durkheimowskiej szkole socjologicznej, Wrocław, Ossolineum, 1989, ISBN 83-04-03195-7.
- T. Banaszczyk, Durkheim i protagoniści, Katowice, Wydawnictwo Gnome, 1996, ISBN 83-900673-9-0.

## Inne publikowane teksty
- T. Banaszczyk, O wartościach. Kilka refleksji wstępnych, [W:] Wartości. Geneza-Wielkość-Trwanie,  Cz. Głombik (red.), Katowice, Wydawnictwo Gnome, s. 9–11, 1995, ISBN 83-900673-6-6.
- T. Banaszczyk, Natura i przejawy zła a pojęcie ofiary i daru, [W:] Pojednanie i sprawiedliwość społeczna, W. Świątkiewicz, J. Wycisło (red.), Katowice, Societas Scientiis Favendis Silesiae Superioris – Instytut Górnośląski, s. 49–68, 1996, ISBN 83-86053-13-5.
- T. Banaszczyk, O stylu filozofii Kartezjusza, [W:] Kartezjusz. W czterechsetlecie urodzin filozofa, Cz. Głombik (red.), Katowice, Wydawnictwo Gnome, s. 9–17, 1998, ISBN 83-87819-15-8.
- T. Banaszczyk, Theoretical and Methodological Sources and Principles of Georges Gurvitch's Sociology of Time: Study of the Sociology of Knowledge, [W:] Problems of the History of Sociology and Sociological Theory, Cz. Głombik (red.), Katowice, Wydawnictwo Uniwersytetu Śląskiego, s. 17–60, 1998, ISBN 83-226-0819-5.